# Schloss Köpenick
Lo Schloss Köpenick (Castello di Köpenick)  è un palazzo che si trova a Berlino, nel quartiere di Köpenick.

## Geografia
Il Castello è situato nel cuore del centro di Köpenick: un’isola nel fiume Dahme che sfocia nella Sprea. È possibile raggiungere l’isola attraverso un ponte collegato alla terraferma, la „Lange Brücke“, (letteralmente: «ponte lungo»), che collega attraversando la Dahme l’antica parte di Kopenick con i quartieri occidentali e nord-occidentali e il centro di Berlino.

## Storia

### Preistoria e storia antica
L’isola che ospita il castello era già abitata nella preistoria ed è una delle prime aree di insediamento nell’odierna area urbana di Berlino. Successivamente furono trovare le mura di un castello slavo costruito nell’VIII o IX secolo. Il principe slavo Jaxa von Kopenick  governò fino al XII secolo. Successivamente vennero eretti vari edifici. Nel 1245 la popolazione degli Ascani conquistarono il castello e gli slavi si trasferirono sulla sponda orientale del Dahme.
Casa di caccia rinascimentale
Intorno al 1550 gli edifici vecchi del castello furono demoliti e nel 1558 ad opera del principe elettore Joachim II von Brandenburg che fece costruire un capanno da caccia in stile rinascimentale. Vennero costruite altre due ali residenziali e ulteriori mura difensive. I lavori vennero affidati a Wilhelm Zacharias . Ad oggi restano poche memorie di questo edificio.

## L'edificio

### Palazzo barocco
Il principe eletto Federico (in seguito Federico I di Prussia) fece ampliare il castello nel 1677. I lavori furono affidati a Rutger von Langerfeld, architetto olandese di Nimega. Il padiglione settentrionale fu costruito tra 1677-1682. I lavori proseguirono sotto il comando dell’architetto Johann Arnold Nering e successivamente nel 1684 con la costruzione dell’ala economica con la chiesa riformista del castello (inaugurata il 6 gennaio del 1685) e con la porta della fattoria (1682). In seguito Friedrich visse nel castello con la moglie Elisabeth Henriette von Hessen-Kassel, la quale decise di costruire la chiesa.
Negli anni a seguire venne progettato un ampliamento della pianta a tre ali. Il padiglione settentrionale venne completato con u’ala centrale e fu costruito il padiglione meridionale. Fu così che il castello ricevette la sua forma attuale ampliata nel 1690.
Nel 1970 la galleria fu modificata dalla muratura dei portici. Le due porte furono costruite tra il 1804 e uk 1806. Nel 1884 il castello si arricchì di una stufa del castello svizzero di Haldenstein.

### Uso di oggi
Nel 1938 Wilhelm Unverzagt iniziò un’indagine archeologica sul castello. Una delle sue scoperte riguarda una parte ampia delle fondamenta del castello. Nel 1963 il castello divenne sede del Kunstgewerbemuseum Ost-Berliner e quindi accessibile al pubblico.
Nel 1994 iniziò un vasto restauro che hanno portato alla luce vecchie parti dell’edificio. Dopo il completamento dei lavori, il castello è stato riaperto il 27 maggio del 2004 e ad oggi ospita la seconda casa del Museo di arti applicate dello Staatliche Museen zu di Berlino. Inoltre è ospitata la mostra permanente dal titolo „Arte rinascimentale, barocca e rococò“ con una sezione trasversale dell’arte decorativa dal XVI al XVIII secolo che occupa 21 sale dislocate su tre piani.
Adiacente alla chiesa, l'edificio orientale ospita ora un locale gastronomico.

## Il Giardino barocco
Nel 1690 venne disposto un piccolo giardino barocco. 
Nell’estate del 1712 un aloe raggiunse un’altezza di quasi dieci metri. Aveva 44 rami e 7277 fiori. L’aloe venne ammirata anche dallo zar russo Pietro il Grande e da altri importanti visitatori del parco.
Alla morte della duchessa Henriette Marie von Württemberg-Teck il parco divenne sempre più incolto e selvaggio. Nel 1804, sotto Friedrich Wilhelm Carl von Schmettau, fu trasformato un parco paesaggistico.
Il parco si presenta con diverse sculture e targhe commemorative. Il suo percorso costeggia il flusso d’acqua e offre una buona vista. Nel mezzo del parco si trova un’ampia apertura che consente una vista completa del castello. Il cortile viene utilizzato per eventi e concerti soprattutto durante il periodo estivo.